# Sergiu Sechelariu
Sergiu Sechelariu este un fost senator român în legislatura 2000-2004 ales în județul Bacău. Sergiu Sechelariu a demisionat la data de 14 ianuarie 2001 și a fost înlocuit de senatorul Melu Voinea.

## Rezultate electorale
| An   | Partid | Voturi | %           | %           |      |        |        |             |             |  |
| An   | Partid | Voturi | %           | %           | 2008 | Indep. | 12.399 | 18,79% (#2) | 18,79 / 100 |  |
| 2020 | Indep. | 10.188 | 20,32% (#2) | 20,32 / 100 | 2008 | Indep. | 12.399 | 18,79% (#2) | 18,79 / 100 |  |
| 2024 | Verzii | TBD    | TBD (#TBD)  | 0 / 100     |      |        |        |             |             |  |